# Tjoba
Tjoba (bulgariska: Чоба) är ett distrikt i Bulgarien.   Det ligger i kommunen Obsjtina Brezovo och regionen Plovdiv, i den centrala delen av landet, 150 km öster om huvudstaden Sofia.
Trakten runt Tjoba består till största delen av jordbruksmark. Runt Tjoba är det glesbefolkat, med 18 invånare per kvadratkilometer.